# Alejandro Silva
Alejandro Daniel Silva González (Montevideo, 4 september 1989) is een Uruguayaans voetballer die doorgaans speelt als rechtsback. In januari 2025 verruilde hij Libertad voor Deportivo Recoleta. Silva maakte in 2013 zijn debuut in het Uruguayaans voetbalelftal.

## Clubcarrière
Silva begon zijn carrière in de jeugdopleiding van Fénix. Hij werd in eerste instantie puur gehaald voor het belofteteam, maar de middenvelder wist zich in het eerste elftal te spelen bij Fénix. Op 23 januari 2010 debuteerde Silva voor de club, toen er met 0–1 werd gewonnen op bezoek bij River Plate. In juli 2012 verkaste hij naar het Paraguayaanse Olimpia, waarvoor hij uiteindelijk tien keer zou scoren in zestig wedstrijden. Op 4 februari 2014 maakte Silva de overstap naar Lanús uit Argentinië. Dat verhuurde hem in het seizoen 2014/15 aan Peñarol. In de jaargang erna speelde Silva op huurbasis bij zijn oude club Club Olimpia. Na zijn terugkeer speelde Silva zich weer in de basis van Lanús. In maart 2018 maakte hij de overstap naar Montreal Impact. Silva verkaste na één seizoen in de Major League Soccer naar Olimpia, waar hij aan zijn derde periode begon. Binnen Paraguay verhuisde Silva in januari 2024 naar Libertad. Een jaar later nam Deportivo Recoleta hem over.

## Interlandcarrière
Silva maakte zijn debuut voor het Uruguayaans voetbalelftal op 27 maart 2013. Op die dag werd een WK-kwalificatieduel tegen Chili met 2–0 verloren. De middenvelder begon op de bank en viel in de rust in voor Matías Aguirregaray.
| Interlands van Alejandro Silva voor Uruguay | Interlands van Alejandro Silva voor Uruguay | Interlands van Alejandro Silva voor Uruguay | Interlands van Alejandro Silva voor Uruguay | Interlands van Alejandro Silva voor Uruguay | Interlands van Alejandro Silva voor Uruguay |
| №                                           | Datum                                       | Wedstrijd                                   | Uitslag                                     | Competitie                                  | Goals                                       |
| Als speler van Olimpia                      | Als speler van Olimpia                      | Als speler van Olimpia                      | Als speler van Olimpia                      | Als speler van Olimpia                      | Als speler van Olimpia                      |
| ------------------------------------------- | ------------------------------------------- | ------------------------------------------- | ------------------------------------------- | ------------------------------------------- | ------------------------------------------- |
| 1                                           | 27 maart 2013                               | Chili – Uruguay                             | 2 – 0                                       | WK 2014 kwalificatie                        |                                             |
| 2                                           | 11 oktober 2013                             | Ecuador – Uruguay                           | 1 – 0                                       | WK 2014 kwalificatie                        |                                             |
| Als speler van Lanús                        |                                             |                                             |                                             |                                             |                                             |
| 3                                           | 4 juni 2017                                 | Ierland – Uruguay                           | 3 – 1                                       | Vriendschappelijk                           |                                             |
| 4                                           | 7 juni 2017                                 | Italië – Uruguay                            | 3 – 0                                       | Vriendschappelijk                           |                                             |

Bijgewerkt op 6 februari 2025.